# Buckel Berg
Buckel Berg är ett berg i Österrike.   Det ligger i distriktet Graz-Umgebung och förbundslandet Steiermark, i den östra delen av landet, 140 km söder om huvudstaden Wien. Toppen på Buckel Berg är 544 meter över havet, eller 33 meter över den omgivande terrängen. Bredden vid basen är 0,84 km.
Terrängen runt Buckel Berg är huvudsakligen lite kuperad. Runt Buckel Berg är det ganska tätbefolkat, med 108 invånare per kvadratkilometer.. Närmaste större samhälle är Graz, 10,4 km väster om Buckel Berg. 
I omgivningarna runt Buckel Berg växer i huvudsak blandskog.